# Japi
Japi är en kommun i Brasilien.   Den ligger i delstaten Rio Grande do Norte, i den östra delen av landet, 1 700 km nordost om huvudstaden Brasília. Antalet invånare är 5 522.
Omgivningarna runt Japi är huvudsakligen savann. Runt Japi är det ganska glesbefolkat, med 34 invånare per kvadratkilometer.